# Radcliffe College

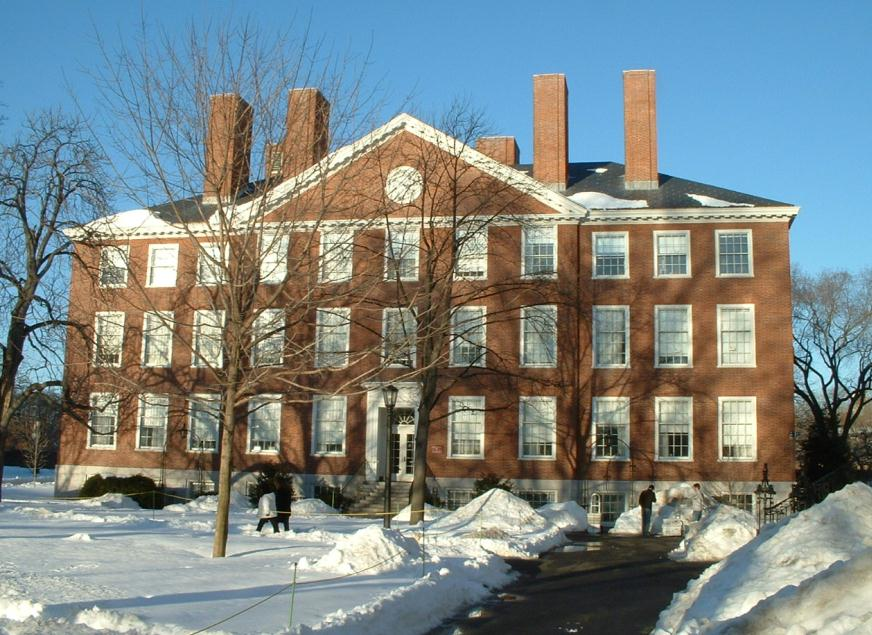
Byerly Hall w Radcliffe College

Radcliffe College – prywatny żeński college sztuk wyzwolonych w Cambridge w stanie Massachusetts, należący do tzw. Siedmiu Sióstr (Seven Sisters), filia Uniwersytetu Harvarda, od 1999 w pełni z nim zintegrowana.

## Historia
W 1879 r. Elizabeth Cary Agassiz, podróżniczka i autorka książek z dziedziny przyrodoznawstwa, za namową i przy poparciu finansowym Arthura Gilmana, bankiera, filantropa i pisarza zamieszkałego w Massachusetts, powołała do życia Society for the Collegiate Instruction of Women (Stowarzyszenie dla Kształcenia Akademickiego Kobiet). Stowarzyszenie to miało na celu umożliwienie kobietom pobieranie prywatnych lekcji u profesorów z Harvard College. Już w pierwszym roku istnienia tej żeńskiej filii Harvardu, która działała w prywatnych domach, zaoferowano kobietom 51 kursów z 13 dziedzin: od filologii klasycznej i filozofii po matematykę, fizykę i historię naturalną. Zaangażowano 44 profesorów, lecz pomimo wielkiego powodzenia przedsięwzięcia Uniwersytet Harvarda nie zgodził się otworzyć swych bram dla kobiet.
W 1894 r., również z inicjatywy Elizabeth Cary Agassiz, Stowarzyszenie dla Kształcenia Akademickiego Kobiet przekształciło się w Radcliffe College, nazwany tak dla uczczenia Ann Radcliffe Mowlson, która w 1643 r. utworzyła fundusz stypendialny dla studentów Harvard College. Wybudowano kampus.
Przez pierwsze kilka lat uczelnią zarządzały kobiety wcześniej stojące na czele stowarzyszenia; Elizabeth Cary Agassiz była jej pierwszym prezydentem.
Dopiero podczas II Wojny Światowej Harvard i Radcliffe zawarły porozumienie o otwarciu kobietom sal wykładowych Harvardu, a w 1970 r. obie uczelnie celebrowały razem rozpoczęcie roku akademickiego. Formalną umowę o połączeniu Radcliffe z Harvardem podpisano w 1977 r.; pełna integracja uczelni nastąpiła w 1999 r. Obecnie (2021) Radcliffe funkcjonuje jako instytut badawczy pod nazwą Radcliffe Institute for Advanced Study.
Studentkami i absolwentkami Radcliffe College były m.in. pisarka Margaret Atwood, premier Pakistanu Benazir Bhutto, niewidoma i głuchoniema pisarka Helen Keller, córka prezydenta J.F. Kennedy’ego Caroline Kennedy, pisarka SF i Fantasy Ursula Le Guin, powieściopisarka, poetka i feministka Gertrude Stein, poetka i feministka Adrienne Rich.